# Pomoriisko ezero
Pomoriisko ezero (în bulgară Поморийско езеро) este o arie protejată (arie de protecție specială avifaunistică — SPA) din Bulgaria întinsă pe o suprafață de 921,53 ha, integral pe uscat.

## Localizare
Centrul sitului Pomoriisko ezero este situat la coordonatele 42°35′44″N 27°37′35″E / 42.595556°N 27.626389°E.

## Înființare
Situl Pomoriisko ezero a fost declarat arie de protecție specială avifaunistică în martie 2007 pentru a proteja 151 de specii de animale.

## Biodiversitate
Situată în ecoregiunile Marea Neagră și marină a Mării Negre, aria protejată nu include niciun habitat protejat.
La baza desemnării sitului se află mai multe specii protejate de  păsări (151): uliu cu picioare scurte (Accipiter brevipes), uliu păsărar (Accipiter nisus), privighetoare-de-baltă (Acrocephalus melanopogon), pitulice de apă (Acrocephalus paludicola), fluierar de munte (Actitis hypoleucos), pescăruș albastru (Alcedo atthis), rață sulițar (Anas acuta), rață lingurar (Anas clypeata), rață pitică (Anas crecca), rață fluierătoare (Anas penelope), rață mare (Anas platyrhynchos), rață cârâitoare (Anas querquedula), rață pestriță (Anas strepera), gârliță mare (Anser albifrons), gâscă cenușie (Anser anser), gârliță mică (Anser erythropus), fâsă-de-câmp (Anthus campestris), acvilă țipătoare mare (Aquila clanga), acvilă țipătoare mică (Aquila pomarina), stârc cenușiu (Ardea cinerea), stârc roșu (Ardea purpurea), stârc galben (Ardeola ralloides), pietruș (Arenaria interpres), rață-cu-cap-castaniu (Aythya ferina), rața moțată (Aythya fuligula), Aythya marila, rață roșie (Aythya nyroca), buhai de baltă (Botaurus stellaris), gâsca cu piept roșu (Branta ruficollis), Bucephala clangula, pasărea ogorului (Burhinus oedicnemus), șorecarul comun (Buteo buteo), șorecar mare (Buteo rufinus), ciocârlie-cu-degete-scurte (Calandrella brachydactyla), Calidris alba, fugaci de țărm (Calidris alpina), fugaci roșcat (Calidris ferruginea), fugaci mic (Calidris minuta), fugaci pitic (Calidris temminckii), caprimulg (Caprimulgus europaeus), prundăraș de sărătură (Charadrius alexandrinus),  prundaș gulerat mic (Charadrius dubius), prundaș gulerat mare (Charadrius hiaticula), chirighiță-cu-obraz-alb (Chlidonias hybridus), chirighiță-cu-aripi-albe (Chlidonias leucopterus), chirighiță neagră (Chlidonias niger), barză albă (Ciconia ciconia), barză neagră (Ciconia nigra), șerpar (Circaetus gallicus), erete de stuf (Circus aeruginosus), erete vânăt (Circus cyaneus), erete alb (Circus macrourus), erete cenușiu (Circus pygargus), Clangula hyemalis, dumbrăveancă (Coracias garrulus), cristeiul de câmp (Crex crex), Cygnus columbianus bewickii, lebădă de iarnă (Cygnus cygnus), lebădă de vară (Cygnus olor), ciocănitoare de grădină (Dendrocopos syriacus), egretă albă (Egretta alba), egretă mică (Egretta garzetta), șoim dunărean (Falco cherrug), șoim călător (Falco peregrinus), șoimul rândunelelor (Falco subbuteo), vânturel roșu (Falco tinnunculus), vânturel de seară (Falco vespertinus), muscar-gulerat (Ficedula albicollis), Ficedula semitorquata, lișiță (Fulica atra), becațină comună (Gallinago gallinago), Gallinago media, găinușă de baltă (Gallinula chloropus), cufundar polar (Gavia arctica), cufundar mic (Gavia stellata), pescăriță râzătoare (Gelochelidon nilotica), ciovlica roșcată (Glareola pratincola), cocor (Grus grus), vulturul pleșuv sur (Gyps fulvus), scoicar (Haematopus ostralegus), codalb (Haliaeetus albicilla), acvilă pitică (Hieraaetus pennatus), piciorong (Himantopus himantopus), Hippolais olivetorum, stârc pitic (Ixobrychus minutus), sfrâncioc roșiatic (Lanius collurio), sfrânciocul cu frunte neagră (Lanius minor), pescăruș argintiu (Larus cachinnans), pescăruș sur (Larus canus), pescăruș negricios (Larus fuscus), Larus genei, pescăruș-cu-cap-negru (Larus melanocephalus), pescăruș mic (Larus minutus), pescăruș râzător (Larus ridibundus), prundaș de nămol (Limicola falcinellus), sitar de mal nordic (Limosa lapponica), sitar de mâl (Limosa limosa), rață catifelată (Melanitta fusca), rață neagră (Melanitta nigra), ciocârlie de bărăgan (Melanocorypha calandra), ferestraș mic (Mergus albellus), ferestrașul mare (Mergus merganser), Mergus serrator, prigoare (Merops apiaster), gaia neagră (Milvus migrans), vultur egiptean (Neophron percnopterus), rață cu ciuf (Netta rufina), culic mare (Numenius arquata), Numenius phaeopus, stârc de noapte (Nycticorax nycticorax), Oxyura leucocephala, vultur pescar (Pandion haliaetus), pelican creț (Pelecanus crispus), pelican mare alb (Pelecanus onocrotalus), viespar (Pernis apivorus), Phalacrocorax aristotelis desmarestii, cormoran mare (Phalacrocorax carbo), cormoran mic (Phalacrocorax pygmeus), notatița cu ciocul subțire (Phalaropus lobatus), bătăuș (Philomachus pugnax), lopătar (Platalea leucorodia), țigănuș (Plegadis falcinellus), ploier auriu (Pluvialis apricaria), ploier argintiu (Pluvialis squatarola), corcodel-urechiat (Podiceps auritus), corcodel mare (Podiceps cristatus), corcodel-cu-gât-roșu (Podiceps grisegena), corcodel-cu-gât-negru (Podiceps nigricollis), cresteț cenușiu (Porzana parva), cresteț pestriț (Porzana porzana), Porzana pusilla, cristei de baltă (Rallus aquaticus), ciocântors (Recurvirostra avosetta), lăstun de mal (Riparia riparia), eider (Somateria mollissima), chiră mică (Sterna albifrons), pescăriță mare (Sterna caspia), chiră de baltă (Sterna hirundo), chiră de mare (Sterna sandvicensis), silvie porumbacă (Sylvia nisoria), corcodel mic (Tachybaptus ruficollis), călifar roșu (Tadorna ferruginea), călifar alb (Tadorna tadorna), fluierar negru (Tringa erythropus), fluierar de mlaștină (Tringa glareola), fluierar cu picioare verzi (Tringa nebularia), fluierarul de zăvoi (Tringa ochropus), fluierar de lac (Tringa stagnatilis), fluierarul cu picioare roșii (Tringa totanus), nagâț (Vanellus vanellus), Xenus cinereus
Pe lângă speciile protejate, pe teritoriul sitului au mai fost identificate 7 specii de păsări.